# Barbinae
A márnák (Barbinae) a sugarasúszójú halak (Actinopterygii) osztályának pontyalakúak (Cypriniformes) rendjébe, ezen belül a pontyfélék (Cyprinidae) családjába tartozó alcsalád.

## Rendszerezés
Az alcsaládba az alábbi 13 nem tartozik:
- Aulopyge Heckel, 1841
- Barbus (Cuvier & Cloquet, 1816) - típusnem
- Pseudobarbus (Smith), 1841)
- Spratellicypris (Herre & Myers, 1931)
- Iranocypris (Bruun & Kaiser, 1944)
- Linichthys (Zhang & Fang, 2005)
- Luciobarbus Heckel, 1843
- Messinobarbus (Bianco, 1998)
- Caecobarbus (Boulenger, 1921)
- Probarbus (Sauvage, 1880)
- Phreatichthys (Vinciguerra, 1924)
- Rohtee (Sykes, 1839)
- Varicorhinus (Rüppell, 1835)